# Hilde Holovsky
Hilde Holovsky (data desconhecida – 3 de julho de 1933) foi uma patinadora artística austríaca. Ela conquistou uma medalha de prata e uma de bronze no Campeonato Mundial de 1931 e 1933, respectivamente, e foi bicampeã austríaca em 1932 e 1933.
Holovsky morreu subitamente de apendicite em 3 de julho de 1933.

## Principais resultados

### Individual feminino
| Resultados                 | Resultados        | Resultados      | Resultados        | Resultados    | Resultados    | Resultados    | Resultados    | Resultados    | Resultados    | Resultados    | Resultados    | Resultados    |
| Internacional              | Internacional     | Internacional   | Internacional     | Internacional | Internacional | Internacional | Internacional | Internacional | Internacional | Internacional | Internacional | Internacional |
| Evento/Temporada           | 1930– 1931        | 1931– 1932      | 1932– 1933        |               |               |               |               |               |               |               |               |               |
| -------------------------- | ----------------- | --------------- | ----------------- | ------------- | ------------- | ------------- | ------------- | ------------- | ------------- | ------------- | ------------- | ------------- |
| Campeonato Mundial         | Medalha de prata  |                 | Medalha de bronze |               |               |               |               |               |               |               |               |               |
| Campeonato Norte-Americano | Medalha de bronze | 4.ª             | 4.ª               |               |               |               |               |               |               |               |               |               |
| Nacional                   |                   |                 |                   |               |               |               |               |               |               |               |               |               |
| Campeonato Austríaco       |                   | Medalha de ouro | Medalha de ouro   |               |               |               |               |               |               |               |               |               |
|                            |                   |                 |                   |               |               |               |               |               |               |               |               |               |